# Lo mejor de mí (álbum de Jadiel)
Lo mejor de mí es el primer y único álbum de estudio del fallecido cantante de reguetón Jadiel. Fue publicado el 2 de septiembre de 2008 bajo el sello Denbow Music y distribuido por EMI Televisa Music. Cuenta con las colaboraciones de Arcángel y Franco El Gorila.

## Antecedentes
Después de la buena recepción comercial de los sencillos lanzados en 2006 o 2007, el cantante comenzó la grabación de su primer álbum, el cual sería lanzado a finales de 2008, pero a solo pocos días antes del lanzamiento del disco, este fue pirateado y distribuido por medio de internet.

## Contenido

### Letras y sonidos
Desde sus comienzos, el cantante se caracterizó por sus letras de estilo romántica, en este álbum no fue la excepción, en gran parte, el disco se describe por ser un disco de reguetón donde el cantante explora ritmos como la bachata, así como también como el R&B.

### Pistas extras
La mayoría de los sencillos promocionales salieron en 2007 o en diferentes producciones, estas tuvieron buena aceptación del público y fueron incluidas como pistas extras dentro del disco, la primera canción dentro de estas pistas extras fue originalmente incluida en el álbum recopilatorio Los Sikarios en 2008.
La canción interpretada con Arcángel fue incluida como pista extra en el álbum, esta fue lanzada en 2007 como una nueva versión de la canción del mismo nombre, la cual originalmente era interpretada solamente por Jadiel, esta versión fue lanzada también en 2007, pero no fue incluida en el disco en las pistas extras.

## Recepción

### Desempeño comercial
Alcanzó la posición #17 en la lista Latin Rhythm Albums de Billboard.

## Lista de canciones
- Adaptados desde TIDAL.[10]

| N.º   | Título                    | Duración |  |
| 1.    | «Intro»                   | 2:42     |  |
| 2.    | «Pretty Girl»             | 3:11     |  |
| 3.    | «Mala»                    | 3:37     |  |
| 4.    | «Sexy sensual»            | 3:22     |  |
| 5.    | «Me gusta»                | 3:57     |  |
| 6.    | «Alargarme la vida»       | 4:28     |  |
| 7.    | «Sol, playa y arena 2»    | 3:55     |  |
| 8.    | «Me muero»                | 3:13     |  |
| 9.    | «Mirándome»               | 3:46     |  |
| 10.   | «No te miento»            | 4:00     |  |
| 11.   | «Me lleva»                | 3:18     |  |
| 12.   | «Sentado en mi celda»     | 3:23     |  |
| 13.   | «Sex Machine»             | 3:28     |  |
| 14.   | «Caminando por ahí la vi» | 3:55     |  |
| 50:15 |                           |          |  |

Bonus Tracks
| N.º      | Título                                 | Duración |  |
| 1.       | «Tranquila»                            | 3:17     |  |
| 2.       | «Para qué volver» (con Arcángel)       | 3:43     |  |
| 3.       | «Calentamiento» (con Franco El Gorila) | 3:36     |  |
| 4.       | «Enchuletiao»                          | 3:26     |  |
| 01:04:17 |                                        |          |  |

## Posicionamiento
| Listas (2008)                        | Mejor posición |
| ------------------------------------ | -------------- |
| Estados Unidos (Latin Rhythm Albums) | 17             |